# Severoatlantická aliance
Severoatlantická aliance (zkráceně jen Aliance), též Severoatlantický pakt či Organizace Severoatlantické smlouvy (anglicky North Atlantic Treaty Organization – zkráceně NATO (akronym využívaný i v češtině), francouzsky Organisation du traité de l'Atlantique nord – zkráceně OTAN) je euroatlantický vojenský pakt 32 členských zemí, 30 evropských a 2 severoamerických, se sídlem v belgickém Bruselu. Byl založen 4. dubna 1949 podpisem Severoatlantické smlouvy dvanácti státy západního bloku. Reakcí na zřízení Západoevropské unie a Pařížskou dohodu umožňující v roce 1954 vstup Západního Německa do NATO bylo v roce 1955 založení vojenského paktu východního bloku – Varšavské smlouvy (ta byla v roce 1991 po rozpadu sovětského impéria a sjednocení Německa rozpuštěna).
Na svém počátku byla Severoatlantická aliance jen o trochu více než politické sdružení. Korejská válka ale podnítila členské státy k vytvoření vojenské struktury pod dohledem dvou amerických velitelů. Slovy prvního generálního tajemníka Hastingse Ismaye bylo úkolem NATO „udržet Ameriku v Evropě, Rusko mimo západní Evropu a Německo při zemi.“ V roce 1966 odešla Francie z vojenských struktur NATO kvůli snaze o udržení si vojenské nezávislosti na Spojených státech. Kvůli tomu se sídlo přesunulo z Paříže do Bruselu.
Po pádu Berlínské zdi v roce 1989 se Aliance angažovala ve válce v Jugoslávii. První vojenské operace NATO v historii proběhly mezi lety 1992 a 1995 při válce v Bosně a Hercegovině a později v roce 1999 v Jugoslávii. Aliance se snažila zlepšit vztahy s východními státy, což vyústilo v její rozšíření několika státy bývalé Varšavské smlouvy v letech 1999 a 2004. Článek 5, který tvoří základ Severoatlantické smlouvy, byl poprvé použit po teroristických útocích 11. září 2001, což znamená, že útok byl považován za útok proti všem 19 členským státům. V letech 2003-2021 vedla Aliance činnost Mezinárodních bezpečnostních podpůrných sil v Afghánistánu. Do konce roku 2011 zajišťovala výcvik nové armády v Iráku, účastní se protipirátských operací a v roce 2011 vyhlásila bezletovou zónu nad Libyí v souladu s rezolucí Rady bezpečnosti OSN č. 1973. Původní cíl akce, na níž intervenční síly dostaly mandát, byl však rozšířen (už mimo mandát OSN), což vedlo ke svržení dosavadního vládnoucího režimu a uvrhlo zemi do krvavého chaosu trvajícího dodnes.
Dne 16. prosince 2002 byla mezi NATO a Evropskou unií podepsána dohoda o spolupráci Berlín plus, která mimo jiné umožňuje Evropské unii využívat prostředky i kapacity NATO.  Severoatlantická aliance má 32 členských států, nejnovějším je od března 2024 Švédsko. Celkové armádní výdaje všech členů NATO tvořily před vstupem Švédska do Aliance přes 55 % celosvětových armádních výdajů. Samotné Spojené státy zodpovídají za 37 % celosvětových výdajů na armádu a Spojené království, Francie, Německo a Itálie za dalších 10 %. Podle údajů Stockholmského mezinárodního ústavu pro výzkum míru (SIPRI) Spojené státy vydaly v roce 2023 celkem 916 miliard dolarů na armádu a zbrojení. Vojenské výdaje po Spojených státech druhé Číny činily 296 miliard dolarů. Třetí skončilo Rusko se 109 miliardami dolarů. Velká Británie vydala 75 miliard dolarů, Německo 66,8 miliardy a Francie 61,3 miliardy dolarů.
Státy Severoatlantické aliance měly k dubnu roku 2023 dohromady téměř 977 milionů obyvatel, což mírně přesahuje 12 % obyvatel planety Země.

Vlajka NATO/OTAN

Členství v organizacích:
státy v NATO a EU
státy pouze v EU
státy pouze v NATO

## Název
Oficiálními jazyky organizace jsou angličtina a francouzština, oficiální název organizace v těchto jazycích zní anglicky North Atlantic Treaty Organization (zkráceně NATO) a francouzsky Organisation du traité de l'Atlantique nord (zkráceně OTAN). Obě zkratky jsou běžně používány i v dalších jazycích, včetně češtiny, ve které se používá akronym NATO. V češtině se též hovorově používá zápis Nato.
V češtině se pro NATO používají nebo používaly názvy a označení Severoatlantická aliance (zkráceně Aliance), Atlantická aliance, Severoatlantický pakt, Atlantický pakt, Atlantické společenství, Severoatlantické obranné souručenství, Organizace Severoatlantického paktu či Organizace Severoatlantické smlouvy.
Sousloví Severoatlantický pakt, Atlantický pakt, Severoatlantická aliance a Atlantická aliance se používají jako označení jak pro tuto organizaci, tak i pro její zakládající smlouvu (tzn. pro Severoatlantickou smlouvu).

## Dějiny

### Počátky

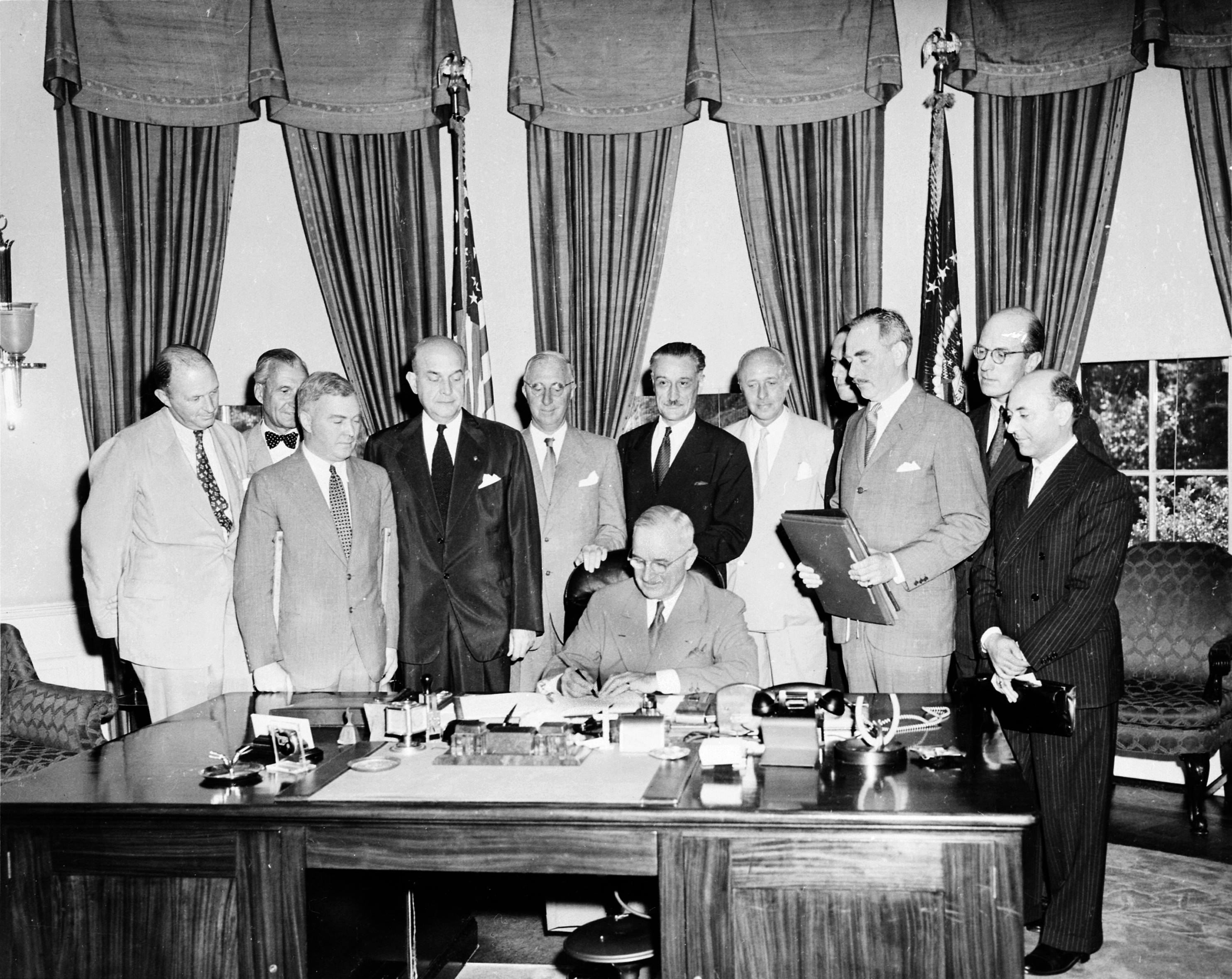
Severoatlantická smlouva byla podepsána 4. dubna 1949 ve Washingtonu, D.C. a Spojené státy ji ratifikovaly v srpnu (foto: Abbie Rowe)

Za předchůdce NATO je považován Bruselský pakt, který 17. března 1948 podepsaly Belgie, Nizozemsko, Lucembursko, Francie a Spojené království. Moc Sovětského svazu v roce 1948 vzrůstala, v únoru došlo ke komunistickému převratu v Československu, od června se SSSR snažil o ovládnutí západního Berlína. K obraně před Sovětským svazem byla zapotřebí i účast Spojených států, a proto se začalo mluvit o nové vojenské alianci, která by měla ten samý cíl: Obrana před Sovětským svazem a zabránění jeho další mocenské expanze. Cílem ale byla také přítomnost USA v Evropě jako prevence opětovného vzrůstu nacionálního militarismu a podpora evropské integrace. Souběžně s vojenskou asistencí byl zaveden Marshallův plán, kterým USA pomáhaly s ekonomickou stabilizací Evropy. Aliance vznikla podepsáním Severoatlantické smlouvy 4. dubna 1949 ve Washingtonu, D.C. pěti státy Bruselského paktu, Spojenými státy, Kanadou, Portugalskem, Itálií, Norskem, Dánskem a Islandem. Podle místa podpisu se někdy nazývá Washingtonskou smlouvou.
Smlouva obsahuje 14 článků, mezi hlavní patří článek 1:
| „ | Smluvní strany se zavazují, jak je uvedeno v Chartě OSN, urovnávat veškeré mezinárodní spory, v nichž mohou být účastny, mírovými prostředky tak, aby nebyl ohrožen mezinárodní mír, bezpečnost a spravedlnost, a zdržet se ve svých mezinárodních vztazích hrozby silou nebo použití síly jakýmkoli způsobem neslučitelným s cíli OSN. | “ |

Ve článku IV Bruselského paktu se výslovně píše, že reakce států na ozbrojený útok musí být vojenského charakteru. Tím se liší od článku 5 Severoatlantické smlouvy, kde je vojenský útok pouze jednou z možných reakcí. Navíc Severoatlantická smlouva (ve článku 6) omezuje pole působnosti nad obratník Raka. To je důvod, proč NATO nezasáhlo při válce o Falklandy nebo při indické vojenské invazi do Portugalské Indie roku 1961 a po anexi tohoto území Indií.

### Studená válka
Začátek Korejské války v roce 1950 podnítil NATO k rozvoji vojenských struktur. Na konferenci v roce 1952 v Lisabonu se dohodla, že zavede minimálně 50 divizí do konce toho roku s tím, že do dvou let počet rozšíří na 96. Příští rok byl ale požadavek snížen na zhruba 35 divizí. V Lisabonu byla také zavedena pozice Generálního tajemníka NATO, jímž se jako první stal baron Hastings Lionel Ismay.
V září 1952 začalo první velké vojenské cvičení NATO na moři: při operaci Mainbrace nacvičovalo obranu Dánska a Norska přes 160 plavidel. Mezi další velká cvičení patří např. operace Grand Slam, při níž NATO poprvé nacvičovalo ve Středozemním moři, operace Mariner, které se účastnilo 300 lodí a 1000 letadel, operace Italic Weld probíhající v severní Itálii, operace Grand Repulse v Německu nebo operace Monte Carlo simulující podmínky s atomovými zbraněmi.
V roce 1952 se členy NATO staly Řecko a Turecko. Někdy v té době započalo budování sítě Gladio, evropského protikomunistického odboje organizovaného Severoatlantickou aliancí. V roce 1953 oznámil Sovětský svaz, že by se měl připojit k NATO, aby se zachoval mír v Evropě. Členské země se ale bály, že Sovětský svaz chce Alianci oslabit, a tak návrh zamítly. Východní blok totiž na rozdíl od Západu neprovedl po 2. světové válce demilitarizaci a v případě Ruskem navrhovaného jaderného odzbrojení a vstupu do NATO by v Evropě zůstala převaha konvenčních zbraní východního bloku. Přijetí Západního Německa do Aliance 9. května 1955 popsal Halvard Lange, tehdejší ministr zahraničí Norska, za „rozhodující zlomový bod v dějinách našeho kontinentu“. Odpovědí Sovětského svazu na tuto událost bylo vytvoření Varšavské smlouvy, kterou 14. května 1955 podepsaly Sovětský svaz, Maďarsko, Československo, Polsko, Bulharsko, Rumunsko, Albánie a Německá demokratická republika (NDR). (Jedinou větší akcí Varšavské smlouvy bylo potlačení Pražského jara v Československu v roce 1968.)
V druhé polovině roku 1957 NATO uskutečnilo několik velkých vojenských cvičení. Operací Counter Punch, Strikeback a Deep Water se účastnilo více než 250 000 vojáků, 300 lodí a 1500 letadel.

#### Odstoupení Francie zvojenských struktur

Mapa zobrazující letecké základny NATO ve Francii před jejím odchodem z Aliance roku 1966

Sjednocenost NATO byla narušena během vlády francouzského prezidenta Charlese de Gaulla, který do úřadu nastoupil roku 1959. Ten protestoval proti silnému vlivu Spojených států na Alianci a blízkým vztahům mezi Spojenými státy a Spojeným královstvím. 17. září 1958 poslal prezidentovi Dwightu D. Eisenhowerovi a britskému premiérovi Haroldu Macmillanovi memorandum, ve kterém žádal vyzdvižení Francie na stejnou pozici, jakou mají USA a Spojené království, a rozšíření působnosti NATO na oblasti jako Francouzské Alžírsko, kde Francie potřebovala pomoci v boji proti povstalcům v alžírské válce.
Odpověď na memorandum de Gaulla neuspokojila, a tak začal pro Francii vytvářet nezávislou obrannou sílu. Chtěl také Francii poskytnout možnost uzavřít mír s Východním blokem, místo aby byla zatažena do globální války mezi NATO a státy Varšavské smlouvy. V březnu 1959 Francie stáhla své první jednotky z velení NATO; v červnu de Gaulle zakázal umisťovat cizí jaderné zbraně na francouzské území. V roce 1966 byly z vojenských struktur NATO staženy všechny francouzské jednotky a Francie vykázala všechny cizí jednotky ze svého území. Protože předtím bylo Vrchní velitelství spojeneckých sil v Evropě (SHAPE) umístěno poblíž Paříže, muselo se přesunout do Belgie. Francie zůstala členem Aliance a zavázala se, že v případě útoku komunistů použije na obranu Evropy své vlastní jednotky. Mezi francouzskými a americkými státními úředníky byly uzavřeny tajné dohody, které popisovaly návrat francouzských jednotek do struktur NATO v případě, že vypukne válka mezí Východem a Západem.

#### Détente a eskalace konfliktů

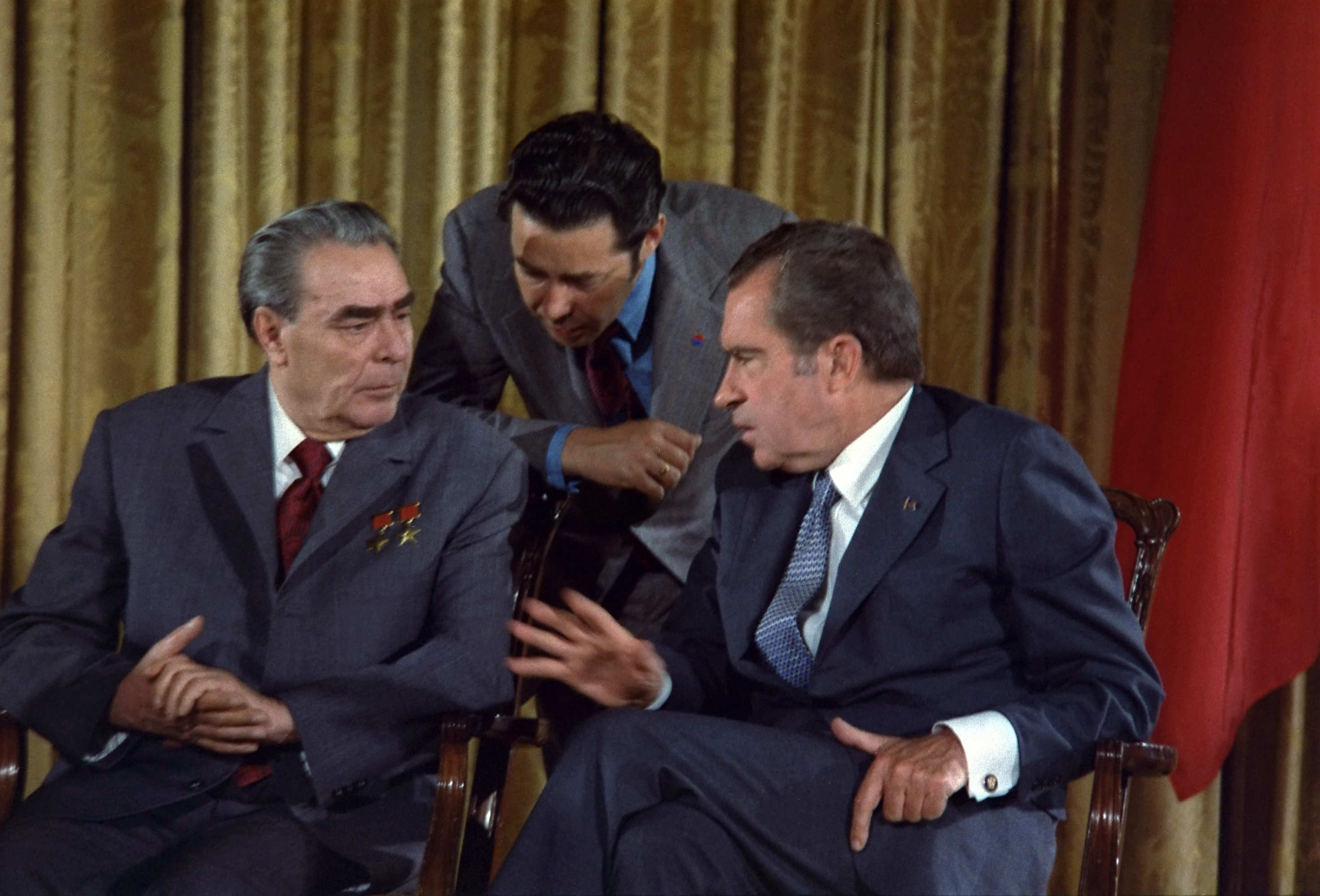
Politika détente vedla k několika setkáním mezi vůdci států NATO a Varšavské smlouvy

Americký viceprezident Bush na inspekci vojsk NATO v Západním Německu v roce 1983

Po druhé berlínské krizi a Karibské krizi si obě strany studené války uvědomily nutnost institucionalizovat proces uvolňování napětí. V roce 1967 NATO přijalo strategii vytyčující dvě funkce Aliance: udržet vojenskou bezpečnost a zároveň prosazovat politiku détente. Touto strategií se NATO řídilo až do konce studené války.
V roce 1964 nastoupil na místo generálního tajemníka NATO italský politik Manlio Brosio. Jednou z jeho prvních akcí bylo založení Výboru pro obranné plánování, jejímiž podřízenými orgány byly v roce 1966 určeny již existující Vojenský výbor a nově vzniklá Skupina pro jaderné plánování. Všechny rozhodovací pravomoci ve vojenských záležitostech byly převedeny na Výbor pro obranné plánování a tak bylo Francii umožněno setrvat v politické struktuře Aliance.
V roce 1969 učinily Spojené státy a Západní Německo zásadní změny ve své zahraniční politice, které umožňovaly lépe prosazovat détente. Richard Nixon zavedl Nixonovu doktrínu a v Západním Německu začala platit Ostpolitik, která nahradila Hallsteinovu doktrínu, která stanovovala, že Západní Německo nebude navazovat ani udržovat diplomatické vztahy s žádným státem, který naváže diplomatické vztahy s NDR.
V té době byly učiněny snahy o jaderné odzbrojování. V březnu 1970 vešla v platnost Smlouva o nešíření jaderných zbraní a v květnu 1972 Richard Nixon a Leonid Iljič Brežněv podepsali smlouvy SALT I a ABM. V roce 1979 pak byla Brežněvem a novým americkým prezidentem Jimmym Carterem podepsána smlouva SALT II, čímž přestala platit SALT I. SALT II ale nikdy nevstoupila v platnost, protože její ratifikaci odmítl Senát USA kvůli sovětské agresi v Afghánistánu. Její limity ale oba státy vcelku dodržovaly.
V roce 1976 začal Sovětský svaz v Evropě rozmisťovat jaderné systémy typu SS-20. Odpovědí NATO bylo přijetí tzv. dvoukolejného rozhodnutí z roku 1979. Aliance se rozhodla v Evropě rozmístit téměř 600 odpalovacích zařízení řízených střel a zároveň vyslovila podporu kontroly zbrojení.
Po vítězství v prezidentských volbách roku 1980 vyhlásil Ronald Reagan novou Reaganovu doktrínu, která určila nový směr politiky Západu. Reagan požadoval celosvětovou kampaň za demokracii, pouhá obrana proti komunismu mu nepřipadala dostatečná.
V roce 1982 se členem Aliance stalo Španělsko. V té době začalo NATO tlačit na Sovětský svaz ohledně dodržování lidských práv. V souvislosti s tím Reagan na začátku roku 1983 označil komunistický svět za „říši zla“, což velká část západních médií považovala za přehnané. 1. září 1983 sovětská protivzdušná obrana sestřelila bez varování jihokorejské civilní letadlo; zemřelo 250 lidí a tato tragédie podpořila Reaganovu politiku v očích západní veřejnosti. Konec studené války se pak táhl ve znaku vzájemných dohod o odzbrojování. První schůze Reagana a nového sovětského vůdce Michaila Gorbačova proběhla v roce 1985 v Ženevě. Na druhé schůzi v Reykjavíku se Gorbačov snažil Reagana přesvědčit, aby ustoupil od jím plánované Strategické obranné iniciativy, což on odmítl. Na třetím setkání ve Washingtonu pak Reagan a Gorbačov podepsali Smlouvu o likvidaci raket středního a krátkého doletu (INF).

### Po studené válce

K NATO se od znovusjednocení Německa připojilo 16 nových členů

Zánik Varšavské smlouvy v roce 1991 odstranil de facto hlavního protivníka NATO a podnítil nové debaty o účelu a povaze Aliance. „Oslovením bývalých nepřátel a návrhem na spolupráci k udržování bezpečnosti NATO aktivně přispělo k ukončení rozdělení Evropy na Východ a Západ. Tato zásadní změna v přístupu byla zakotvena v nové strategické koncepci NATO z listopadu 1991, která přijala širší bezpečnostní rámec.“ V období devadesátých let 20. století si Spojené státy politicky udržovaly a ještě upevňovaly výjimečnou moc, díky které mohly diktovat podmínky, ale nemohly nebrat do úvahy Evropu, stejně jako Japonsko, Čínu a Rusko. Vojensky byl rozdíl mezi USA a zbytkem světa velmi výrazný. Američané si však nemohli myslet, že jsou schopni vyřešit všechny problémy světa a s využitím pouze svých vojáků. Již během desetiletí studené války, především pak v sedmdesátých letech 20. století se evropské, latinskoamerické a blízkovýchodní vojenské politické organizace kvůli dosažení svých cílů uchýlily k ozbrojenému boji.

#### Rozšíření NATO o státy střední Evropy

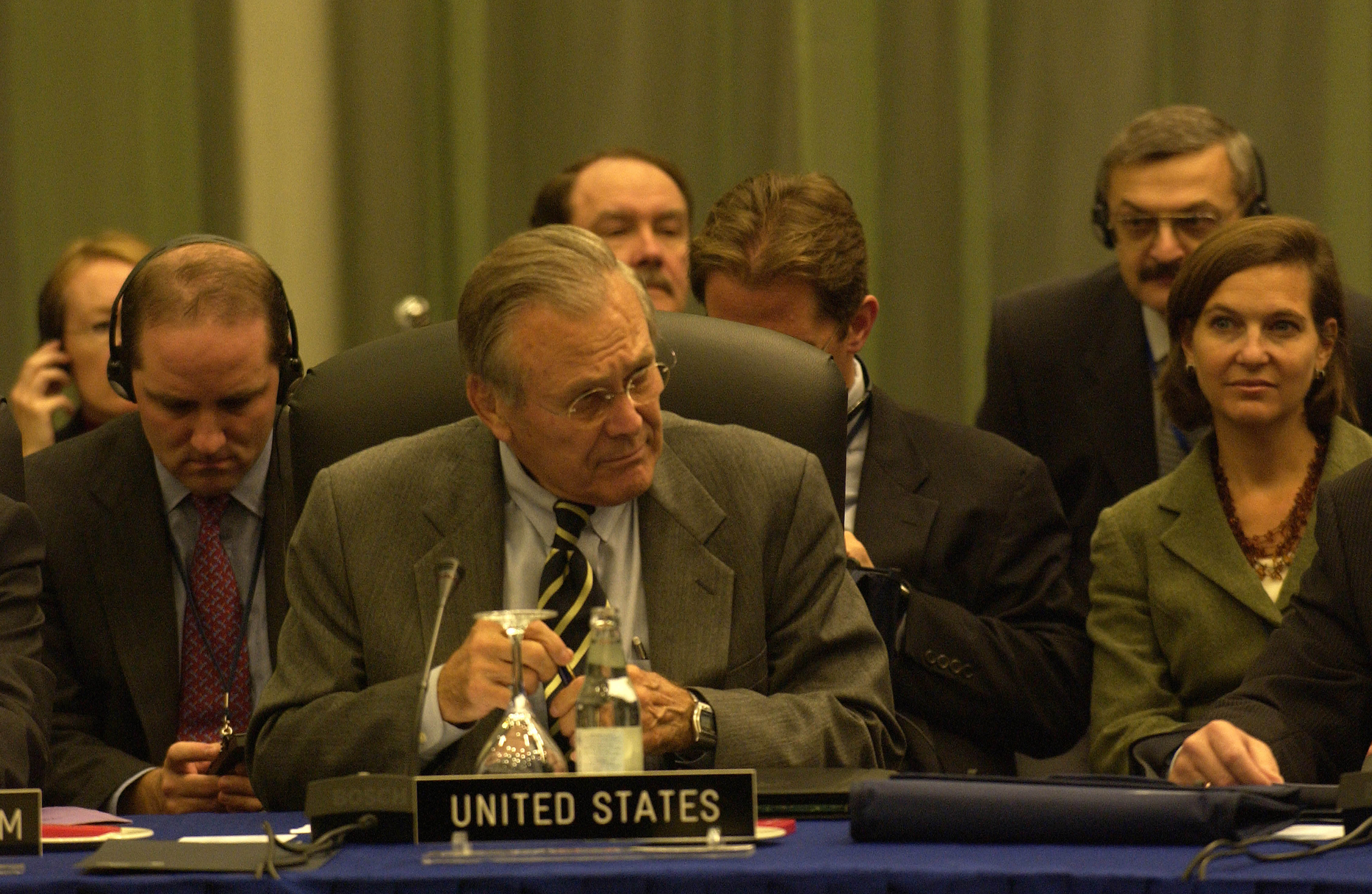
Donald Rumsfeld a Victoria Nulandová na summitu NATO-Ukrajina ve Vilniusu v roce 2005

S návrhem o rozšíření NATO o postkomunistické státy střední a východní Evropy nepřišly západní státy, ale sami představitelé postkomunistických států, zejména Lech Wałęsa a Václav Havel, kteří od roku 1992 tuto otázku aktivně otevírali na vlivných místech americké administrativy. USA se k tomu však až do roku 1993 stavěly negativně. Velkou zásluhu na změně postoje USA měla Madeleine Albrightová, která se v roce 1993 stala velvyslankyní Spojených států amerických při OSN, měla české kořeny a byla velmi nakloněna postkomunistickým státům a jejich touze po svobodě. V roce 1994 Rusko oficiálně podepsalo s NATO vstup do Partnerství pro mír, které v té době americký prezident Bill Clinton popsal jako „cestu, která povede ke členství (bývalých sovětských zemí) v NATO“. Roku 1995 si státy NATO nechaly vypracovat Studii o rozšíření NATO. Rusko v roce 1997 podepsalo s Aliancí NATO takzvaný Zakládající akt o vzájemných vztazích, spolupráci a bezpečnosti, ve kterém je omezeno stálé rozmístění významných bojových sil na území bývalých států Varšavské smlouvy, které se k Alianci připojí (tehdejší ruský prezident Boris Jelcin chtěl do smlouvy zanést ruské veto na jakékoli další rozšíření, ale západní lídři to odmítli). V roce 1999 se členskými zeměmi NATO staly Česko, Maďarsko a Polsko.
Součástí rekonstrukce NATO po studené válce byla reorganizace její vojenské struktury. Vznikly některé nové složky, např. Velitelství spojeneckého sboru rychlé reakce, a byly uzavřeny dohody o redukci vojenských sil. Smlouva o konvenčních ozbrojených silách v Evropě (CFE) mezi NATO a státy Varšavské smlouvy, která byla uzavřena v roce 1990, vyžadovala snížení počtu jednotek na hodnoty, které nepřekračují určité hranice. V období postbipolárního světa, tj. období, které začalo v roce 1991 zánikem jedné ze dvou světových mocností, tj. Sovětského svazu, a ukončením období nazývaného studená válka, zůstala ze dvou supervelmocí pouze jedna, stále více vyzbrojovaná. V roce 1999 byl pak vytvořen adaptovaný text smlouvy, ve kterém byla odstraněna bloková architektura (NATO vs. Varšavská smlouva). Státy NATO ale zatím adaptovaný text neratifikovaly, protože čekají, až Rusko stáhne své jednotky z Gruzie a Moldavska.

#### Rozšíření NATO o pobaltské státy
Ruský prezident Vladimir Putin v roce 2002, kdy bylo diskutováno další rozšiřování NATO o pobaltské republiky prohlašoval, že „každá země má právo zvolit si způsob, jakým zajistí svou bezpečnost, to platí i pro pobaltské státy“.
Na pražském summitu v roce 2002 NATO zrušilo některé staré struktury a založilo nové. Byly vytvořeny Síly rychlé reakce NATO, bylo zrušeno Vrchní velitelství spojeneckých sil v Atlantiku (SACLANT) a vzniklo Velitelství spojeneckých sil pro transformaci (ACT) a z Vrchního velitelství spojeneckých sil v Evropě (SHAPE) se stalo Velitelství spojeneckých sil pro operace (ACO).
Na pražském summitu se také začalo oficiálně hovořit o vstupu sedmi nových států do NATO: Estonsko, Lotyšsko, Litva, Slovensko, Slovinsko, Bulharsko a Rumunsko. Do Aliance tyto státy vstoupily 29. března 2004, krátce před summitem v Istanbulu. Dne 30. března začala mise Baltic Air Policing, která podporuje suverenitu Baltských států poskytováním vojenských letounů za účelem ochrany před případným leteckým útokem.
Summit v roce 2006 v Rize byl prvním summitem NATO, který probíhal na bývalém území Sovětského svazu. Hlavním tématem byla otázka Afghánistánu a snahy o další rozšíření NATO a Partnerství pro mír.

#### Návrat Francie do NATO
V roce 1995 se Francie navrátila do Vojenského výboru NATO a od té doby se zvýšila její spolupráce s vojenskými strukturami Aliance. Politika Nicolase Sarkozyho nakonec vyústila v návrat Francie do vojenského velení NATO 4. dubna 2009.

#### Rozšíření NATO o státy jižní Evropy
Na summitu v Bukurešti v roce 2008 byly ke členství v Alianci přizvány Chorvatsko a Albánie, které se oficiálně připojily v dubnu 2009. Ukrajině a Gruzii bylo přislíbeno přijetí do Aliance v budoucnosti. Černá Hora je členem aliance od června 2017, Severní Makedonie od roku 2020.

### Mýty o NATO

#### Mýtus o hrozbě NATO vůči Rusku
Počet vojáků NATO v Evropě klesl z 992 tisíc v roce 1991 na 398 tisíc v roce 2016 (včetně nových členských zemí). Počet amerických vojáků v Evropě se snížil z 350 tisíc v 80. letech na 30 tisíc ve druhé polovině roku 2010. Na vrcholu studené války bylo v Německu necelých šest tisíc tanků M1 Abrams a sedm tisíc tanků Bundeswehru. V roce 2013 byly odvezeny poslední Abramsy zpět do USA a v Německu nezůstala žádná americká těžká výzbroj. Bundeswehr měl v té době 244 tanků Leopard, z nichž pouze 95 bylo plně bojeschopných. „Zakládající akt NATO-Rusko“, podepsaný v roce 1997, deklaroval odmítnutí stálých jednotek NATO v nových členských zemích. Tato zásada byla striktně dodržována až do roku 2014 (Anexe Krymu Ruskou federací a Válka na Donbase), ale i poté bylo pouze umístěno 4,5 tisíce vojáků NATO v Polsku, což není ani hranice „významných bojových sil“ stanovená v Zakládajícím aktu NATO.

#### Mýtus o slibu nerozšíření NATO
První rozšíření NATO po studené válce přišlo se znovusjednocením Německa 3. října 1990, kdy se bývalá NDR připojila ke Spolkové republice Německo a Alianci. To bylo dohodnuto Smlouvou dva plus čtyři dříve téhož roku. Aby s tímto bodem smlouvy souhlasil Sovětský svaz, strany se dohodly, že v bývalé NDR nebudou umístěny ani cizí vojenské jednotky ani jaderné zbraně.
Michail Gorbačov zmínil návrhy (dané i Československem), že by v Evropě mělo vzniknout pásmo bez jaderných či chemických zbraní (SSSR či NATO). Boris Jelcin nechtěl rozšíření NATO. Poprvé propracovanou hypotézu o údajném slibu formuloval v roce 1998 britský specialista na mezinárodní vztahy Michael MccGwire, aniž to doložil prameny a jeho text byl opakovaně připomínán Ruskem, když bylo v roce 2008 potřeba vysvětlit agresi proti Gruzii a znovu Vladimirem Putinem po anexi Krymu v roce 2014. Americký historik Stephen F. Cohen v roce 2005 prohlásil, že NATO se tehdy zavázalo, že se nebude rozšiřovat dále na východ, ale podle Roberta Zoellicka, tehdejšího zástupce ministra zahraničních věcí USA, který se účastnil smlouvání o podmínkách Smlouvy dva plus čtyři, žádný takový závazek neexistoval. Známý výrok tehdejšího amerického ministra zahraniční Jamese Bakera „not one inch eastward” (ani o píď na východ), který byl opakovaně pronesen na jednáních s Gorbačovem 9. února 1990, souvisel pouze se sjednocováním (resp. rozšiřováním) Německa. O nerozšiřování mluvili také německý spolkový ministr zahraniční Hans-Dietrich Genscher a kancléři Helmut Kohl, avšak ti měli mandát jednat pouze o Německu, nikoliv o jiných státech či NATO. Uzavřené smlouvy proto obsahují podrobné podmínky ohledně zbrojního arzenálu sjednoceného Německa a jeho rozmístění s mnoha omezeními pro území bývalého východního Německa, ale neobsahují žádnou pasáž o NATO a jeho případném (ne)rozšiřování. O něčem takovém nemohla jednat ani jedna z jednajících stran, protože v té době totiž ještě existoval východní pakt Varšavská smlouva zastřešený Sovětským svazem (rozpadl se až v následujícím roce 1991) a „politika otevřených dveří“ je zakotvena v článku 10 zakládající Washingtonské smlouvy NATO z roku 1949. Smlouva NATO s Ruskem uzavřená roku 1997 obsahuje závazek smluvních stran respektovat suverenitu a nezávislost všech států a jejich přirozené právo zvolit si prostředky k zajištění vlastní bezpečnosti.
Michail Gorbačov už v květnu 1990 (tedy ještě před uskutečněním znovusjednocení Německa) sám uznal, že rozšíření NATO (o státy střední a východní Evropy) je pravděpodobné, a řekl, že si je vědom „záměru vyjádřeného řadou představitelů východoevropských zemí vystoupit z Varšavské smlouvy a následně vstoupit do NATO“. Gorbačov tehdy dokonce navrhoval, že by do NATO mohl vstoupit sám Sovětský svaz.
Až v únoru 2007 Vladimir Putin na bezpečnostní konferenci v Mnichově zmínil porušení údajného slibu Západu o nerozšiřování NATO na východ vůči Rusku. Poté v květnu 2008 (s nástupem Vladimira Putina do funkce předsedy vlády Ruska) i Gorbačov prohlásil, že „Američané slíbili, že NATO se nebude rozšiřovat dál než za hranice Německa po studené válce“, přestože není známo, že by takový dokument existoval a nebo byl podepsán a Rusko žádný takový dokument do roku 2023 nepředstavilo a není známo, že by tehdejší Sovětský svaz něco takového požadoval (Gorbačov se však údajně mohl cítit dotčený). Své vyjádření pak Gorbačov popřel, když v roce 2014 (tj. po anexi Krymu Ruskem) k rozhovorům z 90. let uvedl: „Téma rozšiřování NATO se vůbec nediskutovalo a v těch letech se o něm vůbec nemluvilo. Říkám to s plnou odpovědností. Ani jedna východoevropská země to téma nenastolila, a to ani po zániku Varšavské smlouvy v roce 1991. Ani západní představitelé ji nepředložili. Diskutovalo se o další otázce, kterou jsme nadnesli: zajištění toho, aby vojenské struktury NATO nepostupovaly a aby po sjednocení Německa nebyly na území tehdejší NDR rozmístěny další ozbrojené síly aliance. Bakerův výrok, zmíněný ve vaší otázce, byl učiněn v této souvislosti. Kohl a (německý vicekancléř Hans-Dietrich) Genscher o něm hovořili.“
Jednání o spojení východního a západního Německa vedly k celé sérii bezpečnostních ujištění směrem k SSSR. Někteří stoupenci teze o slibu nerozšiřování NATO se z odtajněných dobových stenozáznamů memorand a konverzací pokouší dovodit, že během jednání mohla padnout ústní a neformální ujištění. Při bližším pohledu se ale zpravidla jedná o obecné proklamace o respektování bezpečnostních zájmů SSSR či o budoucím mírovém uspořádání v Evropě nebo o nezávazné zmínky na toto téma během jednání mezi západními představiteli apod. Závazné písemné smlouvy však žádný konkrétní slib nerozšiřování NATO (kromě závazku o nerozmístění aliančních sil na území bývalého východního Německa) neobsahují.  
Přesto údajný slib používá Putin pro ospravedlnění invaze Ruska na Ukrajinu a na jeho podporu se staví někteří další západní politici (např. slovenský premiér Robert Fico na 2. výročí invaze).

### Protiraketová obrana

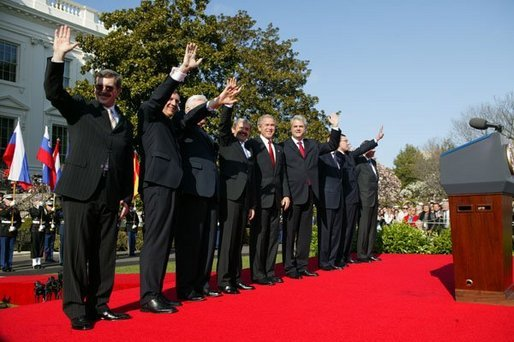
Generální tajemník NATO, americký prezident a předsedové vlád Lotyšska, Slovinska, Litvy, Slovenska, Rumunska, Bulharska a Estonska po ceremonii v souvislosti s jejich vstupem do NATO 29. března 2004 na summitu v Istanbulu

Na pražském summitu bylo dohodnuto přezkoumání možnosti ochrany území Aliance před raketovými hrozbami. Spojené státy později začaly vyjednávat s Polskem a Českem o vybudování protiraketové obrany na jejich území. V roce 2007 bylo dohodnuto, že základny mají být do provozu uvedeny do roku 2015. V červenci 2008 Česko a Spojené státy podepsaly předběžnou dohodu o umístění základny protiraketové obrany na českém území a s Polskem byla podobná dohoda uzavřena v srpnu. V reakci na to v Česku více než 200 000 lidí podepsalo petici požadující referendum o zřízení základny.
V reakci na vyjednávání ruský prezident Vladimir Putin prohlásil, že uskutečnění těchto plánů by mohlo vést k novým závodům ve zbrojení. Také naznačil, že Rusko odstoupí od Smlouvy o konvenčních ozbrojených silách v Evropě (CFE) do té doby, než všechny státy NATO podepíšou adaptovaný text smlouvy. Americký ministr zahraničí na to odpověděl, že se Rusko nemá čeho obávat, protože několik protiraketových střel by ruský jaderný arzenál zastavit nedokázalo.
V listopadu 2007 byl odstup od smlouvy CFE odhlasován ruským parlamentem. Dohoda o umístění 10 protiraketových střel a systému MIM-104 Patriot do Polska ze 14. srpna 2008 vedla k jaderným hrozbám Polsku ze strany Ruska. 20. srpna 2008 navíc Rusko oznámilo Norsku, že zruší všechnu vojenskou spolupráci s NATO.
17. září 2009 americký prezident Barack Obama oznámil, že opouští od plánu na protiraketové střely dlouhého doletu a místo toho bude Evropa chráněna proti střelám středního a krátkého doletu loďmi využívající systém Aegis. Oznámení se setkalo s kritikou v americkém Kongresu a hlavně v Polsku.. Rusko naopak rozhodnutí uvítalo a oznámilo, že opatření přijatá v reakci na americký projekt, mimo jiné rozmístění raket typu 9K720 Iskander v Kaliningradské oblasti, zruší. Nově zvolený generální tajemník NATO Anders Fogh Rasmussen navrhl Rusku spolupráci týkající se konkrétně protiraketové obrany.
NATO odsoudilo Smlouvu OSN o zákazu jaderných zbraní, kterou v roce 2017 na půdě OSN podpořilo 122 států.

## Členské země

Mapa partnerských smluv NATO v Evropě a okolí
Členové NATO
Akční plán členství (MAP)
Alianční partner dodatečných příležitostí
Individuální akční plán partnerství
Partnerství pro mír

Severoatlantickou smlouvu podepsalo v dubnu 1949 dvanáct států: Spojené státy americké, Kanada, Spojené království, Francie, Portugalsko, Belgie, Lucembursko, Nizozemsko, Dánsko, Norsko, Itálie a Island. V roce 1952 se připojilo Řecko a Turecko. V roce 1955 po získání plné suverenity vstoupilo Západní Německo. V roce 1982 se připojilo Španělsko. Platí dohoda, že členské země NATO, tedy i Česko, mají vynakládat 2 % HDP na svou obranu.

### Rozšiřování
Dne 12. března 1999 předali ministři zahraničí Česka, Maďarska a Polska v americkém Independence ve státě Missouri ratifikační listiny americké ministryni Madeleine Albrightové, a tím se tyto země bývalého Východního bloku staly členy NATO. Za Česko je předal ministr zahraničí Jan Kavan. V roce 2004 bylo v největší vlně rozšiřování do NATO připojeno 7 států: Litva, Lotyšsko, Estonsko, Rumunsko, Bulharsko, Slovinsko a Slovensko. Dále 1. dubna 2009 přistoupily Chorvatsko a Albánie, 5. června 2017 Černá Hora, 27. března 2020 Severní Makedonie, 4. dubna 2023 Finsko a 7. března 2024 Švédsko.

#### Vstup České republiky
V listopadu 1990 byly v Paříži podepsány mnohostranné Smlouvy o konvenčních silách v Evropě, ve kterých členské země NATO a Varšavské smlouvy prohlásily, že už nejsou protivníky, což de facto znamenalo ukončení Studené války. Cílem smluv bylo snížení počtů konvenční bojové techniky v Evropě. Závěrečný akt s určením početních stavů podepsalo 29 účastnických zemí v Helsinkách 10. července 1992. Česká republika snížení splnila již v září 1992, což potvrdily vzájemné kontroly. Ve snížení počtu vojáků dosáhla ČR stanovené hranice až v roce 2002. V listopadu 1990 získala tehdejší ČSFR status přidruženého delegáta v NATO, ačkoliv byla tehdy ještě formálně členem Varšavské smlouvy. V březnu 1991 navštívil sídlo NATO prezident Václav Havel jako první hlava postkomunistického státu (tehdy ještě vyzýval k rozpuštění NATO i Varšavské smlouvy).
V roce 1991 došlo k zániku Varšavské smlouvy a k rozpadu Sovětského svazu, což způsobilo změnu geopolitického uspořádání nejen v evropském ale i celosvětovém měřítku a zároveň nečekané potíže v demilitarizaci Evropy. V lednu 1994 navštívil Prahu americký prezident Bill Clinton a jednal s představiteli visegrádských zemí o plánu rozšíření NATO. Česká republika přijala nový alianční program Partnerství pro mír v březnu 1994, což umožnilo podílet se na společných akcích NATO. V roce 1995 přistoupila ČR k Dohodě o statutu ozbrojených sil (tzv. SOFA), která vyžaduje předchozí souhlas ČR pro vstup jednotek členských států na území ČR. Prezident Václav Havel a premiér Václav Klaus odmítli v roce 1995 referendum o vstupu do NATO, které navrhl ministr zahraničí za ČSSD Jan Kavan, jako nesmysl. Dne 11. března 1996 prohlásil ruský ministr zahraničí Jevgenij Primakov, že „Rusko je připraveno akceptovat přijetí středoevropských zemí do NATO, pokud by Aliance do těchto zemí nerozšířila své vojenské struktury“. V březnu 1996 ČR jako první z kandidátských zemí předala dokumenty k zahájení intenzivního dialogu o přijetí, v červnu prezident Václav Havel vyzval k jasnému stanovení sfér vlivu NATO a Ruska, ruský prezident Boris Jelcin vznesl podmínky pro rozšíření NATO a v reakci na to v prosinci 1996 NATO oznámilo, že neumístí na území nových členů jaderné zbraně. Česká republika prošla v roce 1997 jako první ze všech kandidátů prvním kolem vyhodnocování připravenosti pro vstup. Dne 17. dubna 1997 prohlásil v Moskvě ruský premiér Viktor Černomyrdin, že Rusko v případě vstupu České republiky do NATO neplánuje žádné odvetné akce. V květnu 1997 uzavřel Chartu o spolupráci mezi Ruskem a NATO generální tajemník NATO Javier Solana a ruský ministr zahraničí Jevgenij Primakov. Členské státy NATO omezily první skupinu přijímaných států na tři, což podpořil 12. června 1997 prezident USA Bill Clinton a uvítala to i opoziční strana ČSSD, která vstupu do NATO kladla podmínky. V červenci 1997 summit NATO v Madridu nabídl členství ČR, Maďarsku a Polsku, obratem byly zahájeny přístupové rozhovory a vláda vytvořila Výbor pro integraci České republiky do NATO. Protokoly o vstupu těchto tří zemí do NATO podepsali ministři zahraničních věcí zemí Severoatlantické aliance dne 16. prosince 1997. Poslanecká sněmovna schválila přistoupení do NATO dne 15. dubna 1998 (výsledkem 154 ku 38 hlasům, proti hlasovali poslanci KSČM a SPR-RSČ) a 30. dubna 1998 bylo přistoupení schváleno Senátem. Prezident Václav Havel podepsal 26. února 1999 v Trůnním sále Pražského hradu listiny o přistoupení České republiky k Severoatlantické smlouvě. Oficiálním členem NATO se ČR stala 12. března 1999 a od té doby je plně zapojena do všech činností i misí Aliance a získala tím i její bezpečnostní záruky. Podle průzkumu agentury CVVM v době vstupu ČR do NATO byla ještě podpora občanů méně než poloviční, ale podpora členství od té doby stoupá a počet nespokojených klesá. V prosinci 2000 rozhodli ministři zahraničí členských zemí NATO v Bruselu o uspořádání příštího summitu Aliance v Praze, přičemž myšlenku navrhl prezident Václav Havel. Vstup ČR do NATO umožnil profesionalizaci Armády České republiky, která byla završena k 1. lednu 2005.
| „                            | Dává nám naději, že naše země už nikdy nepodlehne ani nebude obětována jakémukoli agresorovi, a zároveň vyjadřuje jasné odhodlání spoluodpovídat za svobodu národů, lidská práva, demokratické hodnoty a mír na našem kontinentě. | “ |
| — Václav Havel, prezident ČR | |   |

| „                                 | Stáváme se součástí pevného svazku demokratických států z obou břehů Atlantiku, jehož posláním je obrana svobody, demokracie a lidských práv. Stáváme se součástí Severoatlantické aliance, která ve studené válce zvítězila nad komunistickým nebezpečím a která je i do budoucna hlavním garantem stability a bezpečnosti – a to nejen na našem kontinentě, ale i v celém světě. | “ |
| — Václav Klaus, předseda vlády ČR | |   |

| „                                          | Bývalá ministryně zahraničí USA Madeleine Albrightová má mimořádné zásluhy o Českou republiku i to, že je Česko ve větším bezpečí díky členství v Severoatlantické alianci. | “ |
| — Petr Fiala, předseda vlády ČR, 23.3.2022 | |   |

Jako reakce na novou situaci v Evropě byla na summitu OBSE v Istanbulu v listopadu 1999 podepsána Dohoda o adaptaci smlouvy o konvenčních silách v Evropě, která však dodnes nevstoupila v platnost (ruský prezident Boris Jelcin předal své pravomoce Vladimiru Putinovi 31. prosince 1999). Ruská federace v prosinci 2007 přestala podmínky Dohody plnit, protože její ratifikaci státy NATO podmínily stažením ruských jednotek ze svrchovaného území Moldavska a Gruzie. Kontrola konvenčních zbraní v Evropě tak není možná.
V roce 2009 skončila neúspěchem snaha o vybudování amerického radaru v Brdech, který se měl stát součástí americké protiraketové obrany v Evropě.
V červnu 2023 jednal parlament ČR o ratifikaci bilaterální obranné smlouvy s USA (viz Dohoda mezi Českou republikou a Spojenými státy americkými o spolupráci v oblasti obrany). Proti smlouvě se vyjádřil Andrej Babiš, ale předsedkyně Poslaneckého klubu ANO 2011 v Parlamentu České republiky Alena Schillerová později přislíbila její podporu (smlouva „přispívá k bezpečnosti země“). Proti smlouvě ostře vystupuje strana SPD Tomia Okamury, proti kterému v Parlamentu vystoupil Andrej Babiš s odkazem na to, že tuto smlouvu má Rumunsko od roku 2005 a Bulharsko od roku 2006 a žádné základny ani vojáky na svém území nemají. Sporné body se týkají přístupu do zařízení používaných americkou armádou, umisťování obranného vybavení, zásob a materiálu, trestní jurisdikce a přestupků.

#### Vstup Finska a Švédska
Po ruské invazi na Ukrajinu se veřejné mínění ve Finsku a ve Švédsku zásadně proměnilo ve prospěch vstupu do Aliance. Poprvé NATO podpořilo více občanů než těch, kteří jsou proti. Průzkum ze 30. března 2022 ukázal, že asi 61 % Finů bylo pro členství v NATO, na rozdíl od 16 % proti a 23 % nerozhodných. Průzkum z 1. dubna ukázal, že asi 51 % Švédů bylo pro členství v NATO, na rozdíl od 27 % proti. Finský parlament rozhodl diskutovat členství v NATO ještě v roce 2022. Analytici očekávali, že Finsko a Švédsko budou koordinovat svá rozhodnutí o členství podobně, jako koordinovali rozhodnutí vstoupit do EU v roce 1995. Rozprava ve finském parlamentu začala 20. dubna 2022, rozhodování mělo trvat týdny, ne měsíce. Švédsko a Finsko společně požádaly 18. května 2022 o vstup do NATO.
Dne 29. června 2022 Finsko, Švédsko a Turecko uzavřely úmluvu, která má vyjasnit obavy Ankary (Turecka) před případným vstupem Finska a Švédska do NATO. Dne 5. července 2022 podepsali zástupci třiceti členských zemí Severoatlantické aliance protokol o přistoupení Finska a Švédska, přičemž ratifikační proces probíhá dodnes. Dnem 27. září 2022, kdy byla úmluva ratifikována na Slovensku, souhlasilo s přijetím Finska a Švédska do NATO celkem 28 zemí, přičemž posledními zeměmi, které vstup Finska a Švédska neratifikovaly, se staly Turecko a Maďarsko. Obě země vstup Finska do NATO nakonec ratifikovaly v roce 2023. Maďarský parlament o ratifikaci hlasoval 27. března 2023, turecký parlament jej následoval 30. března.
Několik měsíců nebylo jasné, kdy budou parlamenty obou zemí hlasovat o vstupu Švédska. Turecký prezident Erdoğan ještě v březnu 2023 uvedl, že Švédsko zatím nesplnilo všechny turecké požadavky. Maďarsko pak uvedlo, že nebude hlasovat o Švédsku dříve než Turecko.[zdroj?] Finsko tak do NATO vstoupilo samostatně 4. dubna 2023, současně předalo svoji ratifikaci budoucího vstupu Švédska jakožto 32. členského státu. V červenci 2023 turecký prezident Erdoğan po jednání se švédským premiérem uvedl, že žádost Švédska o vstup do aliance pošle v nejkratší možné lhůtě do tureckého parlamentu. Hlasování tak mohlo proběhnout nejdříve v říjnu 2023. Dne 23. října 2023 podepsal prezident Recep Tayyip Erdoğan protokol o přistoupení Švédska k NATO a odeslal ho do Velkého národního shromáždění Turecka. To 23. ledna 2024 členství Švédska v alianci schválilo. O pouhý den později uvedl maďarský premiér Viktor Orbán, že požádá maďarský parlament o urychlené přijetí návrhu na členství Švédska v alianci, přičemž nátlak USA sílil. Návrh byl přijat 26. února 2024, ale přijetí muselo být odloženo kvůli čekání na podpis nového maďarského prezidenta Tamáse Sulyoka, který do úřadu nastoupil až 5. března 2024 a který protokol podepsal již první den ve funkci, tedy 5. března 2024. Po splnění dalších formálních kroků se Švédsko stalo 7. března 2024 32. členem aliance.

### Kandidáti na vstup
Na summitu v Bukurešti v roce 2008 bylo budoucí přizvání do Aliance přislíbeno třem státům: Gruzii, Ukrajině a Severní Makedonii (tehdy zvané Republika Makedonie). Severní Makedonie v únoru 2019 podepsala protokol o přistoupení, aby se stala členským státem NATO, který procházel ratifikací členskými státy. Její přistoupení bylo mnoho let blokováno Řeckem kvůli sporu o název Makedonie, ten byl vyřešen v roce 2018 Prespanskou dohodou. Vstupu Kypru do Aliance brání Turecko. Ukrajinský parlament v červnu 2010 odhlasoval, že se Ukrajina o vstup do NATO ucházet nebude. Od roku 2019 má Ukrajina ústavně zakotvené směřování země do NATO a EU. Od června 2020 je Ukrajina součástí iniciativy „Enhanced Opportunity Partners“ (společně s Austrálií, Finskem, Gruzií, Jordánskem a Švédskem). Některé evropské státy jako Irsko, Rakousko nebo Švýcarsko pak o členství v alianci aktivně neusilují.
Dalším potenciálním kandidátem je Bosna a Hercegovina, která je v Akčním plánu členství (MAP), což je předstupeň ke vstupu do NATO, jehož cílem je připravit budoucí členské země na povinnosti a závazky, které členství přináší. Rusko se snaží rozšiřování NATO zabránit. V roce 2011 Vladimir Putin navštívil Srbsko a prohlásil, že nechce, aby se tento stát stal členem Aliance a její rozšiřování je proti zájmům Ruska.

## Působení

### Intervence na Balkánu
Dne 20. března 1999 odsouhlasil za vládu její předseda Miloš Zeman letecké útoky Severoatlantické aliance na vojenské cíle v Jugoslávii. Zásah aliance konzultoval pouze s ministrem zahraničí Janem Kavanem. „Vzhledem k tomu, že celá záležitost byla operativní a že vyžadovala rozhodnutí v intervalu dvaceti až třiceti minut, po konzultaci s ministrem zahraničí jsem se rozhodl tak, jak jsem rozhodl, a to v sobotu 20. března odpoledne s tím, že jde o útoky na ryze vojenské, nikoli civilní cíle, a že se jedná o ty vojenské akce, které mají zabránit humanitární katastrofě,“ odpověděl premiér. Reagoval tak na dotaz, zda vláda o útocích NATO na Jugoslávii hlasovala.

#### Válka vBosně a Hercegovině

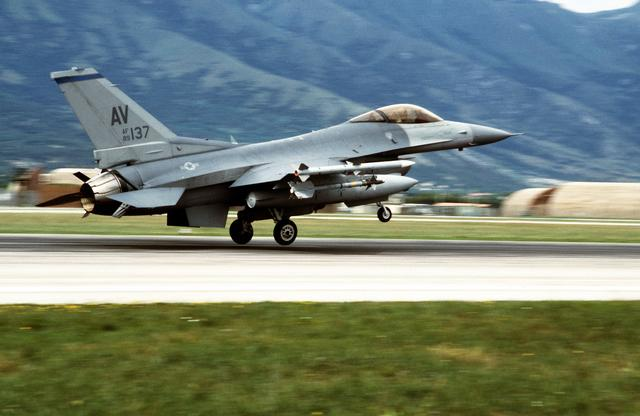
Letadlo NATO F-16 účastnící se bombardování během operace Rozhodná síla konané po Srebrenickém masakru

V rámci operace Deny Flight (Odepřený let) od 12. dubna 1993 do 20. prosince 1995 NATO zajišťovalo bezletovou zónu nad Bosnou a Hercegovinou během války v Bosně. Mezi červnem 1993 a červnem (oficiálně říjnem) 1996 probíhala operace Sharp Guard (Bdělá stráž) neboli námořní blokáda bývalé Jugoslávie.
28. února 1994 sestřelily americké letouny F-16 čtyři vojenská letadla Republiky srbské útočící proti pozemnímu cíli; byl to první vojenský zásah NATO v historii. Operace Rozhodná síla probíhala od 30. srpna do 20. září 1995 a spočívala v bombardování pozic Vojska Republiky srbské ohrožujících tzv. bezpečné zóny Sarajevo a Goražde. Zásah NATO dopomohl k podepsání Daytonské dohody v prosinci 1995. Jako součást této dohody nasadilo NATO v rámci operace Joint Endeavour (Společné úsilí) mírové jednotky IFOR a později SFOR, které působily od prosince 1996 do prosince 2004. NATO začalo za účast na těchto operacích udělovat medaile NATO.

#### Válka vKosovu

Budova poničená při bombardování Jugoslávie silami NATO v roce 1999

Dne 24. března 1999 NATO zahájilo jedenáctitýdenní leteckou operaci Spojenecká síla (Allied Force) proti Svazové republice Jugoslávie s cílem zastavit násilné jednání vůči albánskému obyvatelstvu Kosova ze strany Srbů, kteří se snažili potlačit vojenskou silou ozbrojené povstání kosovskoalbánských separatistů. NATO požadovalo souhlas Rady bezpečnosti OSN s vojenskou intervencí, ten však nebyl poskytnut kvůli vetu Ruska a Číny. Tyto dva státy později podaly návrh na ukončení intervence, který podpořila ale jen Namibie a nebyl tak schválen. Konflikt skončil 11. června 1999, kdy jugoslávský vůdce Slobodan Milošević vyhověl požadavkům NATO přijmutím rezoluce Rady bezpečnosti OSN č. 1244. 12. července 1999 vstoupili do Kosova na základě rezoluce č. 1244 vojáci KFOR za účelem dosažení trvalého míru a stability v oblasti postižené válkou. Mise se účastnila také Armáda České republiky. Mezi srpnem a zářím 2001 rovněž probíhala Aliancí řízená operace Essential Harvest (Nezbytná sklizeň), která měla za cíl shromáždit zbraně a munici odevzdanou dobrovolně albánskými povstalci v Makedonii.
Spojené státy, Spojené království a téměř všechny další členské státy NATO odporovaly snahám o zavedení pravidla souhlasu Rady bezpečnosti OSN s vojenskými operacemi Aliance, mezi které patřila např. operace v Srbsku v roce 1999. Nutnost souhlasu OSN požadovala Francie, Rusko a Čína. První strana tvrdila, že by to podlomilo autoritu Aliance, a poznamenala, že Rusko a Čína útok na Jugoslávii vetovaly a stejně tak by to mohly dělat i v budoucnosti, čímž by zmařily všechen potenciál a účel Aliance.

### Operace vAfghánistánu

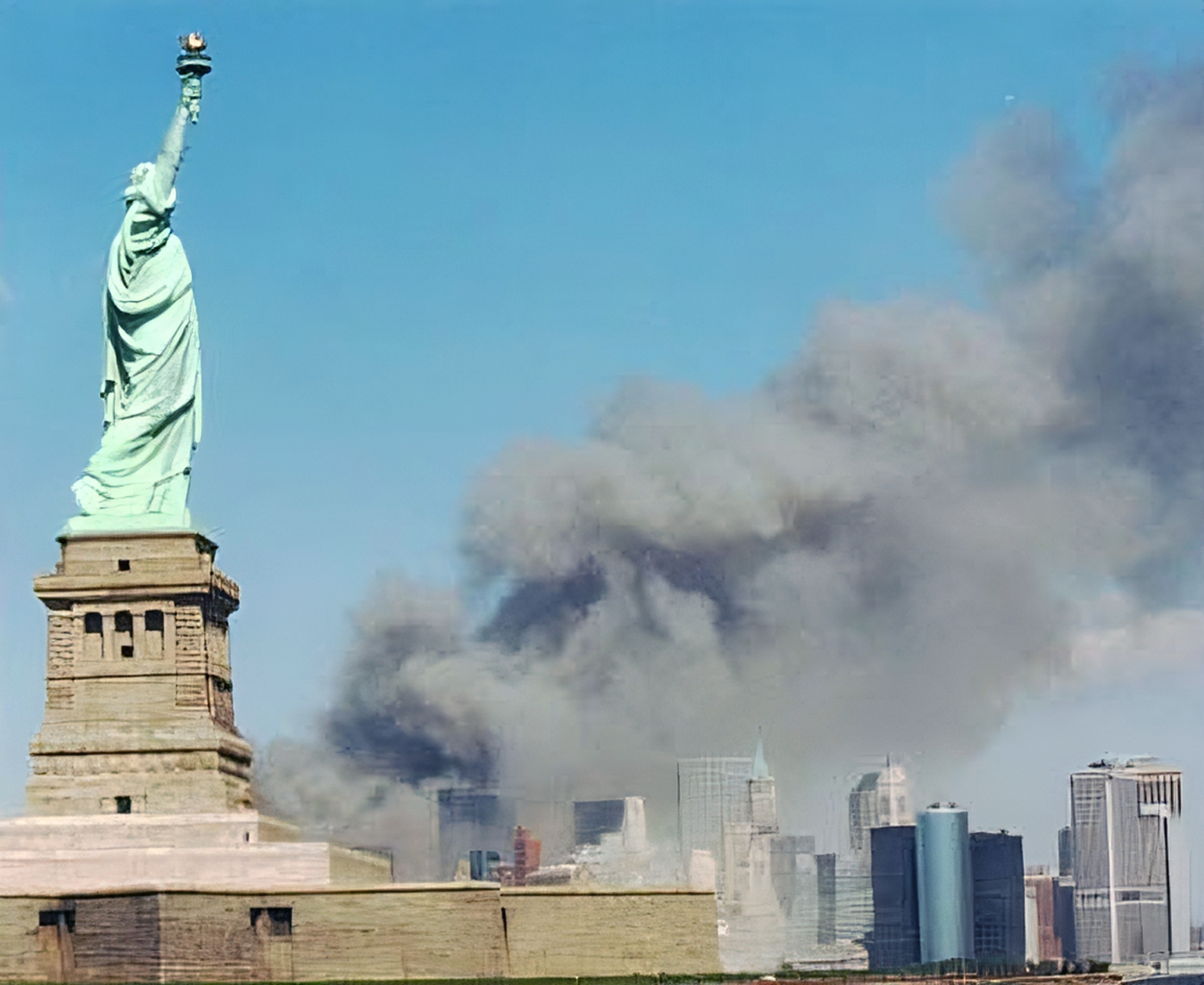
Teroristické útoky 11. září 2001 přiměly NATO poprvé použít článek 5 Severoatlantické smlouvy

Teroristické útoky z 11. září 2001 přiměly NATO poprvé v historii uplatnit článek 5 Severoatlantické smlouvy. Podle něj je útok na jakéhokoli člena Aliance považován za útok proti všem. 2. října 2001 NATO potvrdilo, že zmíněné teroristické útoky pod tento článek spadají. Mezi osm oficiálních operací provedených NATO patří operace Eagle Assist (Pomoc orla; hlídání amerického vzdušného prostoru) a operace Active Endeavour (Aktivní snaha), námořní operace mající za cíl zabránit pohybu teroristů a zbraní hromadného ničení a obecně zvýšit bezpečnost námořní dopravy, která probíhá od 4. října 2001.
V srpnu 2003 NATO započalo svou první operaci mimo Evropu, když převzala kontrolu nad Mezinárodními bezpečnostními podpůrnými sílami (ISAF) v Afghánistánu. ISAF měly původně za úkol zajistit Kábul a okolí proti Tálibánu a Al-Káidě, aby mohla fungovat vláda Hámida Karzaje. 13. října 2003 Rada bezpečnosti OSN jednohlasně schválila rozšíření působnosti ISAF na zbytku území Afghánistánu. K březnu 2012 v Afghánistánu působilo téměř 130 000 vojáků pod vedením NATO. Ukončení bojových operací v zemi proběhlo na konci roku 2014. V roce 2015 byla zahájena nová koaliční operace s názvem Rozhodná podpora, která má za úkol s využitím 12 500 zahraničních vojáků provádět v této zemi výcvik, poradenství a podporu afghánských ozbrojených sil.

### Výcvik jednotek vIráku
V roce 2004 NATO započala na žádost irácké vlády výcvikovou misi v Iráku (NATO Training Mission Iraq, NTM-I), která se starala o výcvik nové irácké armády. Cílem bylo poskytnout demokraticky vedený a schopný obranný sektor. Spolupracovala nejdříve s Koalicí mnohonárodních sil (Multi-National Force Iraq, MNF-I), po jejím zániku v roce 2010 pak s nově vzniklou složkou United States Forces – Iraq. Původně se mise soustředila hlavně na výcvik vysoce postavených důstojníků. V září 2005 NATO otevřelo na kraji Bagdádu vojenskou akademii, ve které do konce února 2009 působili čtyři čeští vojáci. V říjnu 2007 se operace rozšířila na výcvik federální policie a v prosinci 2008 na další složky jako např. loďstvo a letectvo.
K 31. prosinci 2011 mise skončila, když vypršela platnost dohody o její existenci. Operace se zúčastnilo 23 členských států NATO, které přispěly celkově částkou téměř 250 milionů dolarů.

### Operace Ocean Shield
17. srpna 2009 zahájilo NATO operaci Ocean Shield (Oceánský štít), která spočívá v ochraně námořní dopravy v Adenském zálivu a Indickém oceánu (okolí Afrického rohu) proti somálským pirátům. Navazuje tak na předchozí operace Allied Provider (říjen–prosinec 2008) a Allied Protector (březen-srpen 2009), které probíhaly také v Adenském zálivu. Hlavním cílem operace Allied Provider bylo zabezpečení civilních lodí Světového potravinového programu, které do Afriky dovážely potraviny, a operace Allied Protector rozšířila působnost i na komerční plavidla. Operace Ocean Shield kromě samotné kontroly vod poskytuje okolním zemím výcvik vlastních protipirátských jednotek.

### Intervence vLibyi

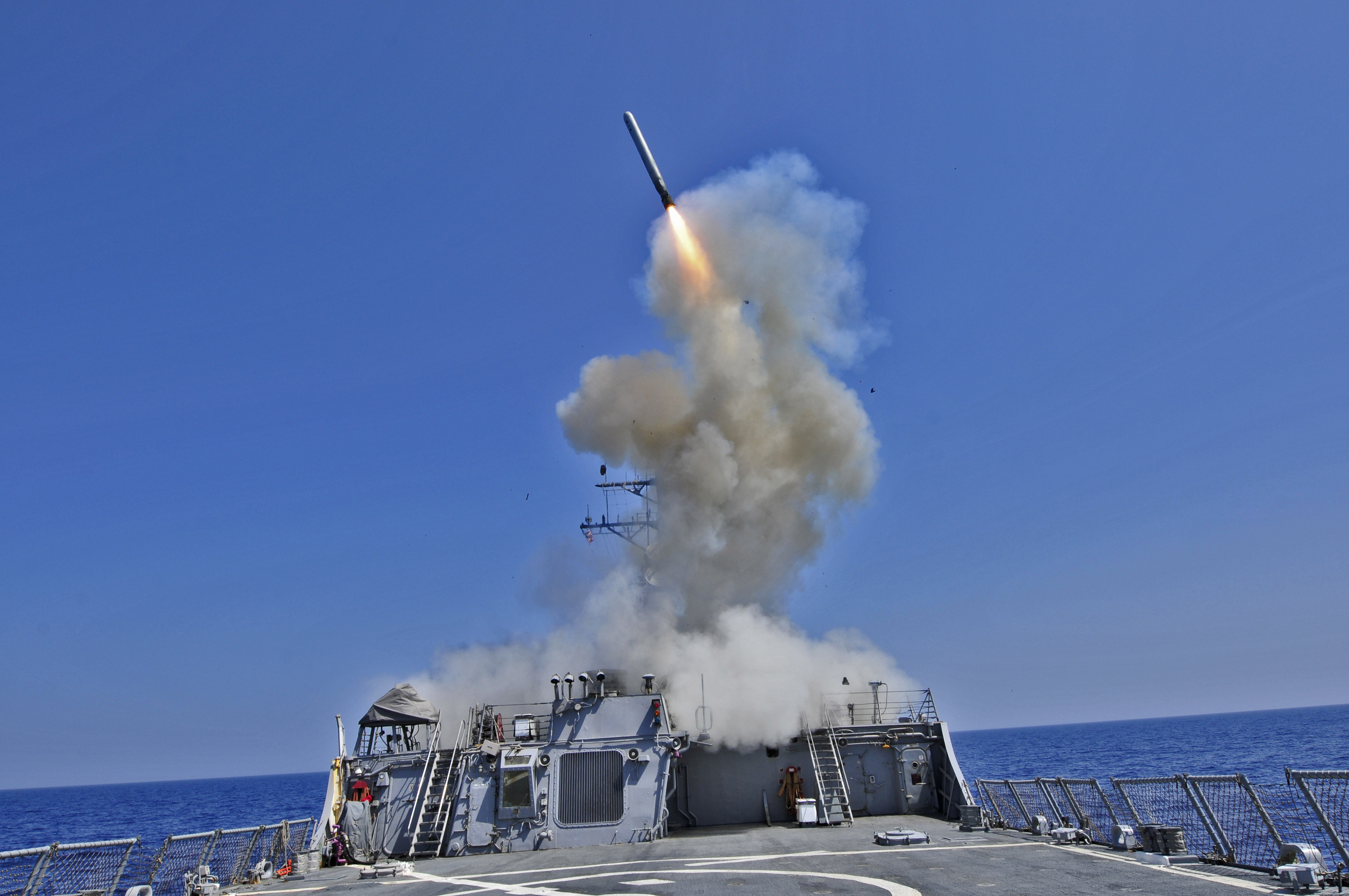
Start řízené střely Tomahawk z amerického torpédoborce USS Barry vyslané na podporu operace proti Libyi, 29. března 2011

Během občanské války v Libyi v roce 2011 vyeskalovalo násilí mezi protestanty a libyjskou vládou v čele s Muammarem Kaddáfím natolik, že Rada bezpečnosti OSN 17. března 2011 schválila rezoluci č. 1973, která požadovala příměří a schválila vojenský zásah za účelem obrany civilního obyvatelstva. Koalice, ve které bylo i několik členů NATO, zřídila nedlouho poté nad Libyí bezletovou zónu. 20. března 2011 schválilo NATO embargo na dovoz zbraní libyjskému režimu, které prosazovala skrze operaci Unified Protector (Sjednocený ochránce). Ta měla za úkol „kontrolovat, nahlásit a v případě potřeby zastavit lodě podezřívané z nelegálního převozu zbraní.“ 24. března NATO souhlasilo s převzetím moci nad bezletovou zónou od původní koalice. Moc nad pozemními jednotkami zůstala v rukou koalice.
Ne všechny členské země se však bojových operací zúčastnily. Do června 2011 jich bylo jen 8 z tehdy celkových 28, což vyústilo v konflikt mezi americkým ministrem obrany Robertem Gatesem a státy jako Polsko, Španělsko, Nizozemsko, Turecko a Německo. Gates po těchto zemích chtěl, aby se na operaci podílely více. Ve svém proslovu v Bruselu 10. června Gates dále kritizoval nečinné země s poznámkou, že jejich jednání by mohlo způsobit rozpad NATO.
Operace v Libyi byla prodloužena do září. Týden na to Norsko oznámilo, že postupně utlumí svou účast na operaci, kterou kompletně ukončí k 1. srpnu. Stažení norských stíhacích letounů nakonec proběhlo 4. srpna. Velitel Royal Navy prohlásil, že britská účast je kvůli škrtům v rozpočtu neudržitelná. Operace nakonec probíhaly až do října; 20. října byl zabit Muammar Kaddáfí a 31. října byla oficiálně ukončena intervence NATO. Intervence NATO pomohla svrhnout a zabít vůdce Libye, diktátora Muammara Kaddáfího, na druhou stranu uvrhla celou zemi do krvavého chaosu, trvajícího dodnes.

## Spolupráce snečlenskými státy

### Euroatlantické partnerství
NATO zřídilo Euroatlantickou radu partnerství a Partnerství pro mír, které slouží ke spolupráci 30 států NATO a 21 „partnerských zemí.“
- Partnerství pro mír (PfP) bylo zřízeno v roce 1994 a je založeno na individuální vojenské spolupráci každého partnerského státu s Aliancí.[181] Mezi členy patří všechny současné a bývalé členské státy Společenství nezávislých států. Bělorusko se k Partnerství pro mír připojilo v roce 1995.[182]

- Euroatlantická rada partnerství (EAPC) byla ustanovena v roce 1997 a slouží jako fórum politické výměny názorů mezi všemi padesáti státy.[183]

| Partnerství pro mír            | Partnerství pro mír                      | Partnerství pro mír                         | Středomořský dialog | kontaktní země          | Istanbulská iniciativa spolupráce |
| společenství nezávislých států | ostatní socialistické země studené války | neutrální kapitalistické země studené války | Středomořský dialog | kontaktní země          | Istanbulská iniciativa spolupráce |
| ------------------------------ | ---------------------------------------- | ------------------------------------------- | ------------------- | ----------------------- | --------------------------------- |
| Arménie                        | Jugoslávie                               | Rakousko                                    | Alžírsko            | Austrálie               | Bahrajn                           |
| Ázerbájdžán                    | Bosna a Hercegovina                      | Irsko                                       | Egypt               | Nový Zéland             | Katar                             |
| Bělorusko                      | Srbsko                                   | Malta                                       | Izrael              | Japonsko                | Kuvajt                            |
| Kazachstán                     |                                          | Jordánsko                                   | Mauritánie          | Jižní Korea             |                                   |
| Kyrgyzstán                     |                                          | Švýcarsko                                   | Maroko              | Irák                    |                                   |
| Moldavsko                      | Sovětský svaz                            |                                             | Tunisko             | Spojené arabské emiráty |                                   |
| Rusko                          | Gruzie                                   |                                             | Pákistán            |                         |                                   |
| Tádžikistán                    | Turkmenistán                             | Afghánistán (do 2021)                       |                     |                         |                                   |
| Uzbekistán                     | Ukrajina                                 |                                             |                     |                         |                                   |

### Středomořský dialog a ICI
- Středomořský dialog byl zahájen v roce 1994 a je podobný Partnerství pro mír, ale soustředí se na severoafrické státy.
- Istanbulská iniciativa spolupráce (ICI) byla vyhlášena na summitu v Istanbulu v roce 2004 a soustředí se na státy širšího Blízkého východu.

### Individuální akční plán partnerství

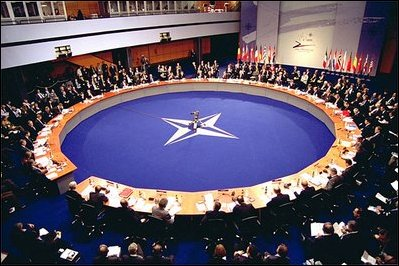
Individuální akční plány partnerství byly zahájeny v roce 2002 na summitu v Praze

V listopadu 2002 byly na pražském summitu zahájeny Individuální akční plány partnerství (IPAP) a je otevřen zemím, které mají politickou vůli a schopnosti prohloubit své vztahy s NATO.
V současnosti se IPAP účastní následující státy:
- Gruzie (od 29. října 2004)
- Ázerbájdžán (od 27. května 2005)
- Arménie (od 16. prosince 2005)
- Kazachstán (od 31. ledna 2006)
- Moldavsko (od 19. května 2006)
- Srbsko (od 15. ledna 2015)

### Kontaktní země
Od devadesátých let začala Aliance spolupracovat se státy, se kterými nemá uzavřené žádné z výše uvedených oficiálních partnerství. Např. Argentina a Chile spolupracovaly s NATO ve válce v Bosně a Hercegovině. V roce 1998 Aliance vytvořila obecné směrnice týkající se vztahů s ostatními zeměmi. Státy ochotné s NATO spolupracovat se nazývají „kontaktní země“ nebo „další globální partneři“.

## Struktura

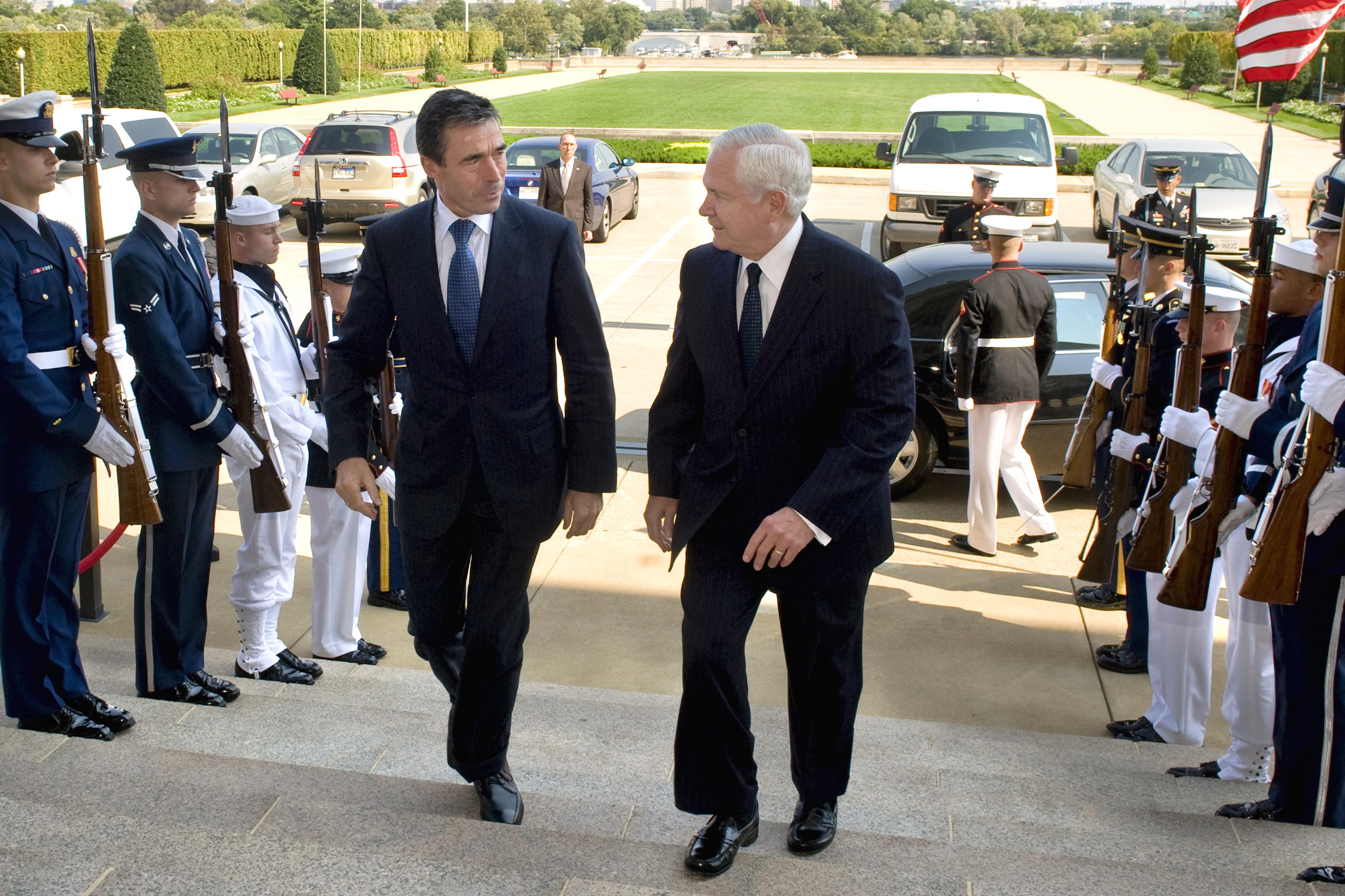
Anders Fogh Rasmussen (vlevo) byl od srpna 2009 do října 2014 generálním tajemníkem NATO

Hlavní velitelství NATO se nachází v Harenu v Bruselu. Pracují v něm delegace členských států, styční důstojníci nebo diplomaté partnerských zemí, mezinárodní civilní zaměstnanci a mezinárodní vojenští zaměstnanci. Celkový počet stálých zaměstnanců je zhruba 4000.

### Hlavní politické instituce
Hlavní politickou strukturu NATO tvoří Severoatlantická rada, Výbor pro obranné plánování a Skupina pro jaderné plánování. Těmto orgánům jsou podřízeny Hlavní výbory, které řeší specifické úkoly v politické, vojenské a ekonomické oblasti.

#### Severoatlantická rada
Severoatlantická rada je nejvyšší rozhodovací a konzultační orgán Aliance. Delegace každé z 30 členských zemí je v ní zastoupena jedním delegátem (stálým zástupcem). Rada se schází alespoň jednou týdně, zasedání na úrovni ministrů zahraničí, předsedů vlád nebo ministrů obrany probíhají jednou za půl roku. Radě předsedá generální tajemník NATO a rozhodnutí musí být přijata jednomyslně.
| #  | Jméno                                 | Stát               | Období                             |
| -- | ------------------------------------- | ------------------ | ---------------------------------- |
| 1  | Generál Hastings Lionel Ismay         | Spojené království | 4. dubna 1952 – 16. května 1957    |
| 2  | Paul-Henri Spaak                      | Belgie             | 16. května 1957 – 21. dubna 1961   |
| 3  | Dirk Stikker                          | Nizozemsko         | 21. dubna 1961 – 1. srpna 1964     |
| 4  | Manlio Brosio                         | Itálie             | 1. srpna 1964 – 1. října 1971      |
| 5  | Joseph Luns                           | Nizozemsko         | 1. října 1971 – 25. června 1984    |
| 6  | Lord Peter Carrington                 | Spojené království | 25. června 1984 – 1. července 1988 |
| 7  | Manfred Wörner                        | Německo            | 1. července 1988 – 13. srpna 1994  |
| –  | Sergio Balanzino (zastupující)        | Itálie             | 13. srpna 1994 – 17. října 1994    |
| 8  | Willy Claes                           | Belgie             | 17. října 1994 – 20. října 1995    |
| –  | Sergio Balanzino (zastupující)        | Itálie             | 20. října 1995 – 5. prosince 1995  |
| 9  | Javier Solana                         | Španělsko          | 5. prosince 1995 – 6. října 1999   |
| 10 | George Robertson                      | Spojené království | 14. října 1999 – 17. prosince 2003 |
| –  | Alessandro Minuto Rizzo (zastupující) | Itálie             | 17. prosince 2003 – 1. ledna 2004  |
| 11 | Jaap de Hoop Scheffer                 | Nizozemsko         | 1. ledna 2004 – 1. srpna 2009      |
| 12 | Anders Fogh Rasmussen                 | Dánsko             | 1. srpna 2009 – 1. října 2014      |
| 13 | Jens Stoltenberg                      | Norsko             | 1. října 2014 – 1. října 2024      |
| 14 | Mark Rutte                            | Nizozemsko         | 1. října 2024                      |

| #  | Jméno                    | Stát                   | Období          |
| -- | ------------------------ | ---------------------- | --------------- |
| 1  | Jonkheer van Vredenburch | Nizozemsko             | 1952–1956       |
| 2  | Adolph Bentinck          | Nizozemsko             | 1956–1958       |
| 3  | Alberico Casardi         | Itálie                 | 1958–1962       |
| 4  | Guido Colonna di Paliano | Itálie                 | 1962–1964       |
| 5  | James A. Roberts         | Kanada                 | 1964–1968       |
| 6  | Osman Olcay              | Turecko                | 1969–1971       |
| 7  | Paolo Pansa Cedronio     | Itálie                 | 1971–1978       |
| 8  | Rinaldo Petrignani       | Itálie                 | 1978–1981       |
| 9  | Eric da Rin              | Itálie                 | 1981–1985       |
| 10 | Marcello Guidi           | Itálie                 | 1985–1989       |
| 11 | Amedeo de Franchis       | Itálie                 | 1989–1994       |
| 12 | Sergio Balanzino         | Itálie                 | 1994–2001       |
| 13 | Alessandro Minuto Rizzo  | Itálie                 | 2001–2007       |
| 14 | Claudio Bisogniero       | Itálie                 | 2007–2012       |
| 15 | Alexander Vershbow       | Spojené státy americké | 2012–2016       |
| 16 | Rose Gottemoeller        | Spojené státy americké | 2016–2019       |
| 17 | Mircea Geoana            | Rumunsko               | 2019–současnost |

### Vojenská struktura
Nejvyšším vojenským orgánem NATO je Vojenský výbor, který předkládá návrhy a doporučení Severoatlantické radě, Výboru pro obranné plánování a Skupině pro jaderné plánování. Stejně jako v Severoatlantické radě je každá z členských zemí zastoupena jedním (vojenským) zástupcem a výbor se schází alespoň jednou týdně. Předseda Vojenského výboru je volen náčelníky generálních štábů členských zemí na tříleté období. Od roku 2015 do roku 2018 jím byl český armádní generál Petr Pavel. Od 25. června 2021 zastává tuto pozici Rob Bauer.
Výboru podléhají dvě vojenská velitelství: Velitelství spojeneckých sil pro operace (ACO) a Velitelství spojeneckých sil pro transformaci (ACT). ACO sídlí ve Vrchním velitelství spojeneckých sil v Evropě (SHAPE) a velí mu vrchní velitel sil NATO v Evropě (SACEUR). Tím byl od roku 2009 admirál James Stavridis, v letech 2013 až 2016 Philip Breedlove a následující tři roky Curtis Scaparrotti. V květnu 2019 se jím stal admirál Tod Wolters a následně v květnu 2022 byl na tuto funkci nominován americký generál Christopher Cavoli. Velitelem ACT (SACT) je od roku 2009 generál Stéphane Abrial.

### Orgány stojící formálně mimo Alianci

#### Parlamentní shromáždění NATO
Parlamentní shromáždění sestává z poslanců parlamentů všech členských států a 14 přidružených států. Nemá výkonnou moc, má pouze konzultativní charakter. Delegáti pracují v pěti výborech: ekonomickém, politickém, bezpečnostním a vědecko-technickém a ve zvláštní skupině pro středomořský dialog. Počet poslanců zemí je odvozen od počtu obyvatel; v shromáždění jich zasedá celkem přes 300, z toho z Česka 7.

#### Rada NATO-Rusko

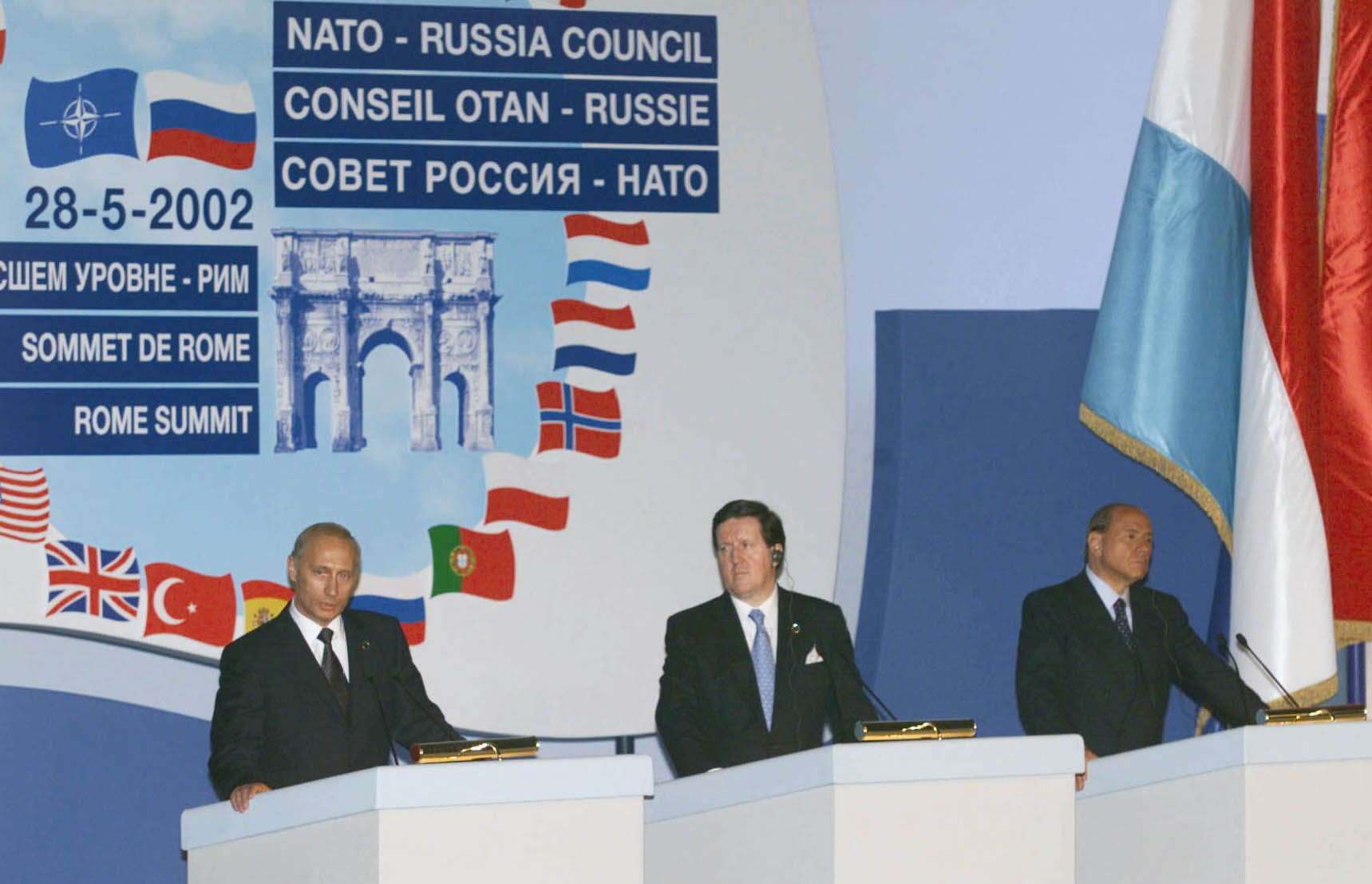
Ruský prezident Vladimir Putin na setkání rady NATO-Rusko v roce 2002

Rada NATO-Rusko byla založena v roce 2002, kdy nahradila Stálou společnou radu Rusko-NATO (Permanent Join Council). Rusko na jedné straně a NATO na druhé v ní jednají jako rovnocenní partneři. Slouží ke konzultaci o bezpečnostních a vojenských otázkách. V roce 2009 ruský prezident Dmitrij Medveděv kritizoval rozšiřování NATO na východ, které podle něho porušilo sliby dané západními politiky po sjednocení Německa. V roce 2014 NATO přerušilo s Ruskem veškerou spolupráci.
V březnu 2015, po uzavření příměří v Minsku mezi proruskými separatisty v Donbasu a ukrajinskou vládou, němečtí představitelé z okruhu kancléřky Merkelové kritizovali vrchního velitele sil NATO v Evropě amerického generála Philipa Breedlova za „nepravdivá tvrzení a přehnané soudy“ o přítomnosti ruských vojsk na Ukrajině, které zbytečně vyhrocují ukrajinskou krizi a ohrožují důvěryhodnost NATO. Podle německého magazínu Der Spiegel generál Breedlove v posledních měsících opakovaně veřejně varoval před hrozící ruskou invazí nebo před přítomností vysokého počtu ruských vojáků na Ukrajině, a pokaždé se podle německé rozvědky jeho informace ukázaly jako přehnané nebo nepravdivé. Znepokojení nad výroky generála Breedlova vyjádřili i někteří velvyslanci členských států při NATO.
Spojené státy v únoru 2019 odstoupily od Smlouvy o likvidaci raket středního a krátkého doletu (INF) z roku 1987. Tento krok podpořila i Severoatlantická aliance. Panují obavy, že vypuknou nové závody ve zbrojení. Spojené státy a NATO obvinily z porušení smlouvy Rusko, naopak Rusko obvinilo z porušení smlouvy Spojené státy. Podle názoru některých nezávislých expertů a komentátorů smlouvu patrně porušovaly obě strany, ale Spojené státy od smlouvy odstoupily, protože signatářem smlouvy není Čína, která může bez omezení budovat svůj raketový arzenál. Tento názor potvrdil již v roce 2018 bezpečnostní poradce amerického prezidenta John Bolton.

## Kritika a kontroverze
V důsledku vojenské intervence v Libyi, která vedla ke svržení režimu Muammara Kaddáfího v roce 2011, se Libye propadla do chaosu a občanské války. Někteří politici, například slovenský premiér Robert Fico, jihoafrický prezident Jacob Zuma, americký senátor Rand Paul nebo britský politik Nigel Farage, se domnívají, že k destabilizaci Blízkého východu a k následné migrační vlně přispěly vojenské intervence NATO a západních zemí v Iráku a Libyi i podpora povstalců v Sýrii.
Po setkání s generálním tajemníkem NATO Jensem Stoltenbergem v září 2015 kritizoval místopředseda vlády České republiky Andrej Babiš NATO za nezájem o ochranu evropských hranic a prohlásil: „NATO se chová účelově. Proti somálským pirátům zasáhlo, protože tam byl ekonomický zájem členských zemí NATO a dalších zemí Bezpečnostní rady OSN. (...) NATO uprchlíci nezajímají, přitom jejich vstupní branou do Evropy je Turecko, člen NATO, a pašeráci na území Turecka, člena NATO, operují.“

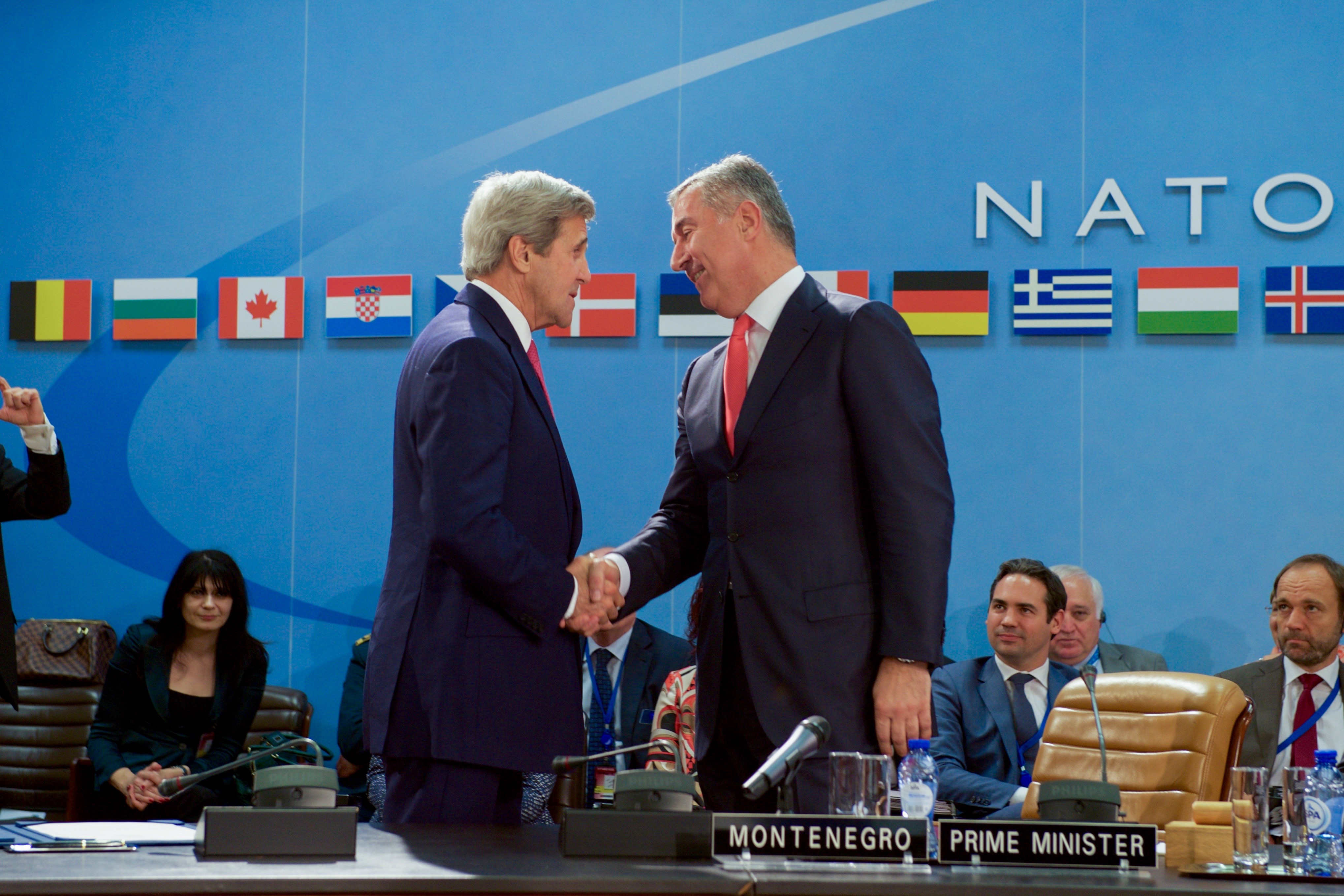
Premiér Milo Đukanović podepsal protokol o přistoupení Černé Hory k NATO 19. května 2016

Německý ministr zahraničí ve vládě Angely Merkelové Frank-Walter Steinmeier v červnu 2016 kritizoval NATO za eskalaci napětí ve vztazích s Ruskem a označil rozsáhlá vojenská cvičení NATO u hranic Ruska za „kontraproduktivní“. Steinmeier uvedl: „To, co bychom nyní neměli dělat, je dál vyhrocovat situaci chrastěním zbraní a válečným štvaním.“ Průzkum veřejného mínění v Rusku v červnu 2016 zjistil, že 68 % dotázaných Rusů považuje rozmístění vojsk NATO u ruských hranic v Polsku a Pobaltí za hrozbu pro Rusko.
NATO bylo kritizováno, protože mlčí k porušování lidských práv v Turecku, které má druhé největší vojsko v rámci NATO a je jedním z pěti států NATO, které jsou součástí politiky sdílení jaderných zbraní. V důsledku rozsáhlých politických čistek v Turecku proti skutečným nebo domnělým oponentům režimu po neúspěšném pokusu o vojenský převrat ze dne 15. července 2016 požádalo několik desítek vysoce postavených tureckých důstojníků působících ve strukturách NATO o azyl v členských zemích NATO. Generálním tajemník NATO Stoltenberg na to reagoval slovy, že „Turecko má právo stíhat organizátory“ vojenského převratu a zdůraznil, že Turecko je klíčovým spojencem v rámci NATO. O azyl ve Spojených státech požádal i turecký admirál Mustafa Uğurlu, který sloužil v misi NATO v Norfolku ve Virginii. Po převratu byl zatčen také generálmajor Cahit Bakir, který velel tureckým silám v mezinárodních jednotkách NATO v Afghánistánu. Turecký provládní deník Yeni Şafak obvinil amerického generála Johna Campbella, který velel jednotkám NATO v Afghánistánu, že se podílel na plánování vojenského převratu v Turecku.
Podle některých komentátorů NATO při svém rozšiřování do východní Evropy snížilo své vlastní standardy a spolupracuje i se zkorumpovanými a autokratickými režimy jako je Černá Hora pod vedením Mila Djukanoviče, která k NATO přistoupila 19. května 2016.
Mezi členskými zeměmi NATO existuje několik interních konfliktů, například spor o Gibraltar mezi Španělskem a Spojeným královstvím, nepřátelství mezi Řeckem a Tureckem, které se vystupňovalo po turecké invazi na Kypr, jehož severní část turecká armáda nezákonně okupuje, nebo spor mezi některými členskými zeměmi NATO a Tureckem týkající se americké podpory Kurdů v Sýrii, ale také turecké podpory syrské teroristické organizace An-Nusrá, která byla napojená na Al-Káidu. Německá kancléřka Merkelová kritizovala tureckou invazi na sever Sýrie obydlený převážně Kurdy. Naopak šéf NATO Jens Stoltenberg tureckou invazi podpořil. V tresčích válkách o rybolovná práva mezi Islandem a Spojeným královstvím zvítězil Island, který hrozil, že vystoupí z aliance a uzavře leteckou základnu NATO v Keflavíku.